# Скаар
Ска́ар Бэ́ннер (англ. Skaar Banner) — супергерой комиксов издательства Marvel Comics, наиболее известный как сын Халка и Кайеры, родившийся в результате событий комикса Planet Hulk.
На протяжении многих лет с момента его первого появления в комиксах персонаж появлялся в других медиа-продуктах, в том числе в мультсериалах и видеоиграх. В сериале «Женщина-Халк: Адвокат» (2022), который входит в медиафраншизу «Кинематографическая вселенная Marvel» (КВМ), роль Скаара исполнил Уил Дуснер.

## История публикаций
Скаар дебютировал в комиксе What If? Planet Hulk #1 (Декабрь 2007). Каноничное появление персонажа состоялось в мини-сериале World War Hulk #5 (Январь 2008), написанной Грегом Паком и проиллюстрированной Джоном Ромитой-младшим. Впоследствии он обзавёлся собственной серией под названием Skaar: Son of Hulk из 12 выпусков, выходивших с 2008 по 2009 год.
После сюжетной арки Planet Skaar, которая привела к прибытию Скаара на Землю, название комикса изменилось с выпуска #13 на Son of Hulk, после чего новый сценарист Пол Дженкинс сосредоточился на Хиро-Кале, другом сыне Брюса Бэннера. Серия завершилась после выпуска #17. История Хиро-Калы, которая началась в этом комиксе, продолжилась в мини-серии, связанной с событием Realm of Kings, Realm of Kings: Son of Hulk.
Когда Грег Пак приступил к работе над серией The Incredible Hulk в выпуске #601, Скаар объединился с лишённым силы Брюсом Бэннером.
Затем персонаж появился в ограниченной серии Skaar: King of the Savage Land авторства Роба Уильямса, а позже фигурировал в комиксе Dark Avengers, начиная с Dark Avengers #175.

## Силы и способности
Скаар унаследовал способности обоих родителей. Как и его отец, Халк, он обладает огромной силой, выносливостью, прочностью и исцеляющим фактором, а также обострённым восприятием. Его сила увеличивается всякий раз, когда он приходит в ярость, благодаря чему он может сломать броню Джаггернаута. Подобно своей матери, Кайере, Скаар может манипулировать тектонической энергией планеты, предоставляющей ему возможность управлять лавой и землёй с помощью Старой Силы — синтезированной формы Космической Силы, характеризующейся нестабильностью. Железный Кулак способен пошатнуть его лишь очень мощным ци-ударом. Ко всему прочему, Скаар в состоянии принять человеческое обличье. Появившись из глубины «горящих вод» Скаар обрёл устойчивость к сильному жару.

## Альтернативные версии
В комиксе What If в сюжете под названием «Что, если Кайера Олдстронг пережила разрушение Сакаара вместо Халка?» ближе к концу комикса появилась 21-летняя версия Скаара в окружении теней.

## Вне комиксов

### Телевидение
- Скаар является одним из главных героев мультсериала «Халк и агенты У.Д.А.Р.» (2013)[6], где его озвучил Бенджамин Дискин[7]. В данном мультсериале Скаар не является сыном Халка[8].
- Дискин повторил роль Скаара в мультсериале «Великий Человек-паук» (2012)[7].

### Кинематографическая вселенная Marvel

Уил Дуснер в роли Скаара в сериале «Женщина-Халк: Адвокат» (2022).

Скаар появляется в эпизоде «Whose Show Is This?» сериала «Женщина-Халк: Адвокат» (2022), действие которого разворачивается в рамках медиафраншизы «Кинематографическая вселенная Marvel». Его роль исполнил Уил Дуснер.

### Видеоигры
- Скаар является игровым персонажем в Lego Marvel’s Avengers (2016)[10], где его озвучил Дэвид Менкин[7].
- Скаар появляется в игре Lego Marvel Super Heroes 2 (2017)[11], где его озвучил Дэвид Менкин[7].
- Аллан Лау озвучил Скаара в игре Marvel Avengers Academy (2016)[7].

## Коллекционные издания
| Название                              | Материал                                                     | Дата публикации | ISBN               |
| ------------------------------------- | ------------------------------------------------------------ | --------------- | ------------------ |
| Skaar: Son of Hulk                    | Skaar: Son of Hulk #1-6, Savage World of Skaar и Hulk Family | Апрель 2009     | ISBN 0-7851-3667-3 |
| Skaar: Son of Hulk-Planet Skaar       | Skaar: Son of Hulk #7-12 и Planet Skaar Prologue             | Сентябрь 2009   | 0-7851-3986-9      |
| Son of Hulk: Dark Son Rising          | Skaar: Son of Hulk #13-17                                    | Июнь 2010       | 9780785140559      |
| Incredible Hulk Vol. 1: Son of Banner | Incredible Hulk #601-605                                     | Июнь 2010       | 0-7851-4413-7      |
| War of Kings                          | Включает War of Kings: Savage World of Skaar                 | Ноябрь 2009     | 0-7851-4293-2      |
| Skaar: King of the Savage Land        | Skaar: King of the Savage Land #1-5                          | Декабрь 2011    | 0-7851-5694-1      |